# Zählrate
Die Zählrate ist die mittlere Folgefrequenz von Ereignissen, die zeitlich getrennt einzeln erfasst,  über einen definierten Zeitraum gezählt und auf diesen Zeitraum bezogen werden. Der so erhaltene Messwert ist die Anzahl der Ereignisse  pro gewählter Zeitspanne. Ein Ereignis in diesem Sinn ist meist das durch einen Teilchen- oder Strahlungsdetektor erkannte Auftreten eines Photons, Elektrons oder anderen Teilchens.
Übliche Einheiten der Zählrate sind counts per second, oft abgekürzt als cps, und counts per minute (engl. count = gezähltes Ereignis) oder im SI-System s−1.
In einem gegebenen Versuchsaufbau ist die von einer radioaktiven Probe erhaltene Zählrate der Aktivität der Probe proportional.